# الأوروبيون في أوقيانوسيا

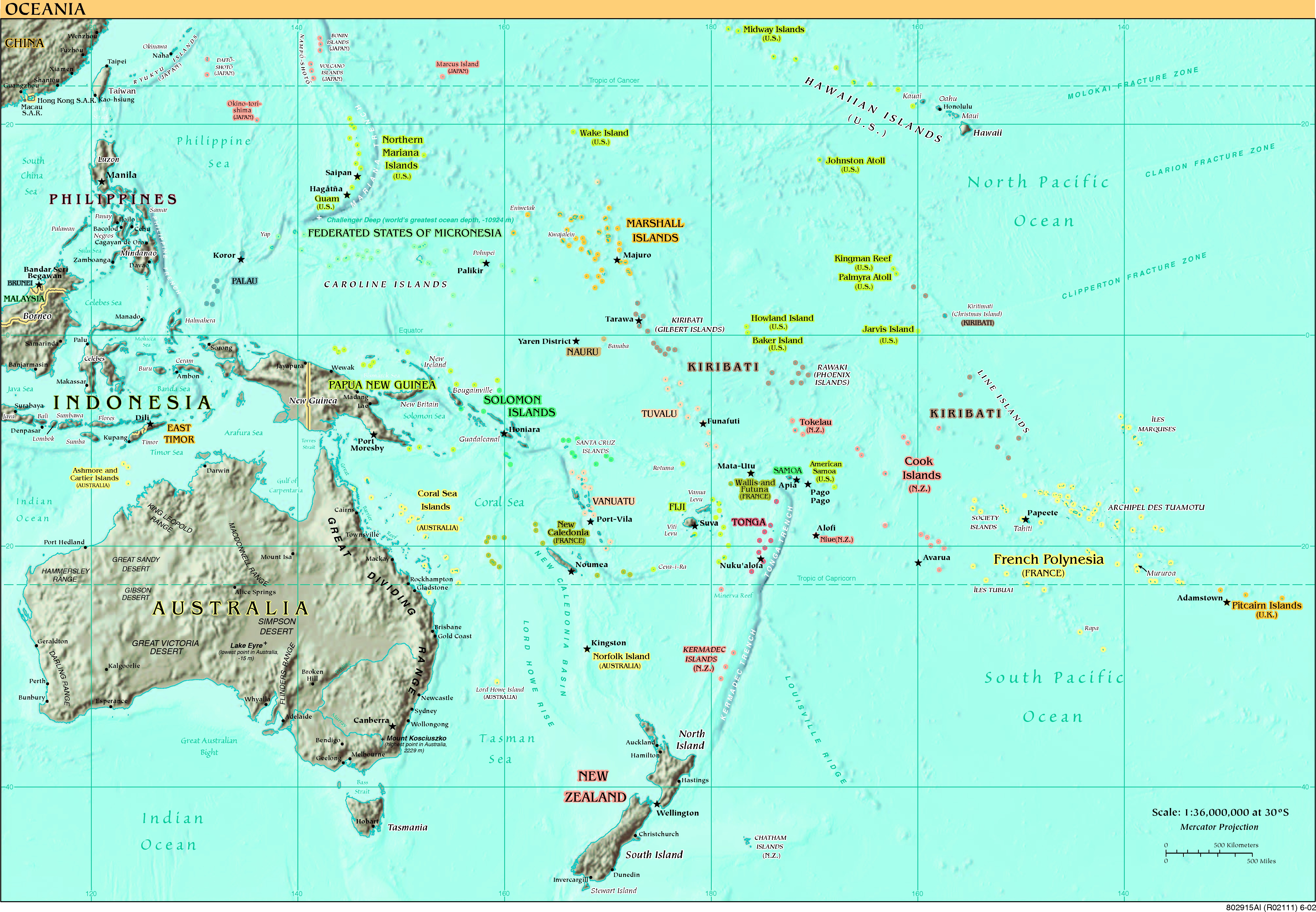
اوقيانوسيا

بدأت البعثات الاستكشافية مترافقة بالاستيطان الأوروبي لأوقيانوسيا في القرن السادس عشر، بدءًا باستيطان البرتغاليين أراضٍ في جزر مالوكو وقشتالة الإسبانية، وحطام السفن في جزر الماريانا، شرق الفلبين، ليتبعه استيطان مؤقت للبرتغاليين في جزر تانيمبار وأرخبيل كارولين وجزر آرو وبابوا غينيا الجديدة، فضلًا عن عدة رحلات إسبانية في كل من جزر كارولين ونيو غينيا نتيجة هبوب الرياح الموسمية. دفع التنافس اللاحق بين القوى الاستعمارية الأوروبية والمناسبات التجارية والبعثات المسيحية بالمزيد من بعثات الاستكشاف الأوروبية انتهاءً بالاستيطان. بعد الوصول الهولندي الذي دام طيلة القرن السابع عشر في كل من نيوزيلندا وأستراليا، ولكن دون الاستقرار فيها، أصبح البريطانيون القوة الاستعمارية المهيمنة في المنطقة، إذ أسسوا مستوطنات في ما تحول لاحقًا إلى أستراليا ونيوزيلندا، اللتين أصبح أغلب سكانهما الآن من الأوروبيين. تضم دول من بينها كاليدونيا الجديدة وهاواي وبولينزيا الفرنسية وجزيرة نورفولك عددًا كبيرًا من الأوروبيين. يشكل الأوروبيون العرقية الرئيسية في قسم كبير من أوقيانوسيا، من الناحيتين العددية والاقتصادية.

## الاستيطان والاستعمار الأوروبي

### أسترالاسيا

#### أستراليا ونيوزيلندا
بدأ الاستيطان الأوروبي في أستراليا سنة 1788 عندما أسس البريطانيون المستعمرة الملكية «نيوساوث ويلز» مع أول مستوطنة في بورت جاكسون. كانت نيوزيلندا جزءًا من نيو ساوث ويلز حتى عام 1840 عندما أصبحت مستعمرة منفصلة وشهدت زيادة ملحوظة في الاستيطان الأوروبي.
في حين تستقر المجموعة الإثنية الأوروبية الإنجليزية الأكبر بين نظيراتها أصلًا في كل من أستراليا ونيوزيلندا، فإن المستوطنين في أستراليا احتووا منذ وقت مبكر على عنصر كاثوليكي أيرلندي كبير، على عكس نيوزيلندا التي ضمت أكثرية اسكتلندية في تركيبها.
لأجيال، كانت الغالبية العظمى من كل من المستوطنين في الحقبة الاستعمارية والمهاجرين بعد من حقبة بعد الاستقلال تأتي في المقام الأول من الجزر البريطانية. غير أن موجات الهجرات الأوروبية اللاحقة ضمت مجموعة أوسع من البلدان. استقبلت أستراليا بالأخص أعدادًا كبيرة من المهاجرين الأوروبيين من بلدان مثل إيطاليا واليونان وألمانيا ومالطا وهولندا ويوغوسلافيا في أعقاب الحرب العالمية الثانية. اليوم، تضم أستراليا أكبر عدد من السكان المالطيين خارج مالطا نفسها. حتى الأربعينات، استقبلت الولايات المتحدة الأمريكية، التي كانت إحدى المستعمرات الناطقة بالإنجليزية، عددًا كبيرًا من المهاجرين من مناطق مثل جنوب أوروبا مقارنة بأستراليا. أسهم عدد من العوامل في انخفاض عدد المهاجرين في أستراليا، بما فيها طول المسافة (البعد الجغرافي)، وافتقارها إلى الصناعات وقتئذ، ولأن الحكومة الأسترالية لم تكن قادرة على تغطية سوى تكاليف سفر المهاجرين البريطانيين.
في الفترة ما بين نهاية الحرب العالمية الثانية وعام 1955، استقبلت أستراليا 850 ألف مهاجر أوروبي، من بينهم 171 ألف «نازح»، من المهاجرين في زمن الحرب وما بعد الحرب، أعيد توطينهم في البلد بالترتيب مع منظمة اللاجئين الدولية. انتشر أولئك المهاجرون في المناطق الحضرية والريفية على السواء في كل أنحاء أستراليا. تطلبت سياسات الاستيعاب في الأربعينيات والخمسينيات من القادمين الجدد من أوروبا تعلم اللغة الإنجليزية، وتبني الممارسات الثقافية الأسترالية الأوروبية القائمة آنذاك، والاندماج مع السكان الأستراليين في أسرع ما يمكن.
كان كذلك هو الحال في نيوزيلندا، حيث اعتقدت الحكومة أنه بإمكان الأوروبيين الاندماج بسهولة في الثقافة المحلية. كان يشجع السكان الأستراليون على إقامة علاقات الوافدين الجدد. مثلًا، في عام 1950، طلب وزير الدولة لشؤون الهجرة في ولاية نيو ساوث ويلز علنًا من المقيمين في غولبورن دعوة الأستراليين الجدد إلى منازلهم في عيد أستراليا الوطني. أيدت هذا الاقتراح الكنائس المسيحية في المدينة. عمل برنامج حكومي عرف باسم «مجلس حسن الجوار» في المجتمعات الأسترالية، بهدف محدد يكمن في تشجيع السكان المحليين على إقامة صداقات مع المهاجرين بعد الحرب العالمية الثانية. كانت رابطة المستوطنين الجدد، التي تشكلت بعد الحرب العالمية الأولى، ثمرة تعاون بين الحكومة والمجتمع المدني، وخدمت الأهداف نفسها تقريبًا التي عمل عليها مجلس حسن الجوار وقتئذ. إذ ساعدت المهاجرين الأستراليين الجدد ليس فقط في الاستيعاب، ولكن أيضا في العثور على فرص عمل.
بحلول الوقت الذي بدأ فيه رفع القيود المفروضة على المهاجرين من غير البيض في أواخر الستينيات، تحركت الحكومات بالفعل نحو سياسة الإدماج، إذ سمحت للمهاجرين الجدد بالاحتفاظ بهويتهم الثقافية الأصلية. عكس ذلك تطورات في البلدان الأخرى المستقبلة للمهاجرين خارج أوقيانوسيا، ولا سيما كندا. كتب جيمس فورست ومايكل بولسن من جامعة ماكواري في عام 2003: «لم تستوعب بوتقة الانصهار (أي برنامج الاندماج) الطبيعة الكاملة للعمليات القائمة آنذاك. إذ إنه في الولايات المتحدة، أدي ذلك إلى إدراك بأن العديد من جماعات الأقليات العرقية استوعبت، فقدت مصادر التميز الأصلية مثل اللغة والثقافة، وأنه قد أعيد تشكيلها في الواقع إلى شيء آخر بينما ظلت كمجموعة يمكن تمييزها. في أستراليا وكندا، تم التوصل إلى حل للمنظور الجديد بشأن التعددية الثقافية، إلى جانب التركيز على الجوانب الإيجابية للتنوع العرقي وهوية مجموعات المهاجرين.
في مارس 2022، منحت الحكومة الأسترالية تأشيرات مؤقتة لنحو 5000 أوكراني فروا من الغزو الروسي لبلادهم.

#### جزيرة كريسماس
يعتقد بأن أول مشاهدة أوروبية للجزيرة كانت سنة 1616 على مرأى ريتشارد رو، ربان سفينة توماس. أبصرها لاحقًا الكابتن وليم مينورز سنة 1643 من شركة الهند الشرقية البريطانية، الذي دعاها جزيرة كريسماس.
حدث أول إنزال بحري في عام 1688، عندما وصلت السفينة الإنجليزية «سيغنيت» بالقرب من مناطق دالز الرطبة على الساحل الغربي للجزيرة. لم يعثر على استيطان بشري للجزيرة. كان المستكشف وليم دامبيير على متن السفينة، وسجل إحضار بعض أفراد الطاقم سلطعونات جوز الهند الكبيرة إلى السفينة لأكلها. حاول طاقم السفينة «أميثيست» في عام 1857 استكشاف الجزيرة لكن محاولته باءت بالفشل، إذ أعاقته المنحدرات الداخلية والغابات الكثيفة.
شق فريق من سفينة البحرية البريطانية «إتش إم إس إيجيريا» طريقه عبر الغابة الكثيفة ليبلغ قمة ما يدعى الآن «تلة موراي». في هذه العملية، صار الفريق أول من اكتشف احتياطيات الفوسفات في الجزيرة. جمع رجال إتش إم إس إيجيريا عينات من التربة والصخور؛ ودرسها عالم الطبيعة الإسكتلندي جون موراي وأكد أنها بيروفوسفات الكالسيوم. في 6 حزيران 1888، ضمت بريطانيا جزيرة كريسماس بدعوة من جون موراي.
في السنة عينها، أرسل سكوت جورج كلونيس روس، مالك جزر كوكوس (جزر كيلينغ)، أخاه أندرو ومجموعة صغيرة من عمال كوكوس الملاويين لتشكيل مستوطنة في فلاينغ فيش كوف (العاصمة الحالية لجزيرة عيد الميلاد). وذلك لاستباق أي مطالبة أخرى بموارد الجزيرة. عرضت بريطانيا على موراي وكلونيس روس عقد إيجار فوسفات مشترك حتى سنة 1990. وافق الطرفان على عقد الإيجار، مما سمح لهما باستخراج الفوسفات وقطع الأخشاب في الجزيرة. في عام 1897، تأسست «شركة فوسفات جزيرة كريسماس»، والتي كانت ملكًا بالجزء الأكبر منها لأصحابها المذكورين سابقًا. بعد عام، وصل إلى الجزيرة 200 عامل صيني، وثمانية مدراء أوروبيين وخمسة من رجال شرطة السيخ لتشكيل قوة عاملة، فضلًا عن عدد قليل من شعب الملايو.